# Безлунна камера

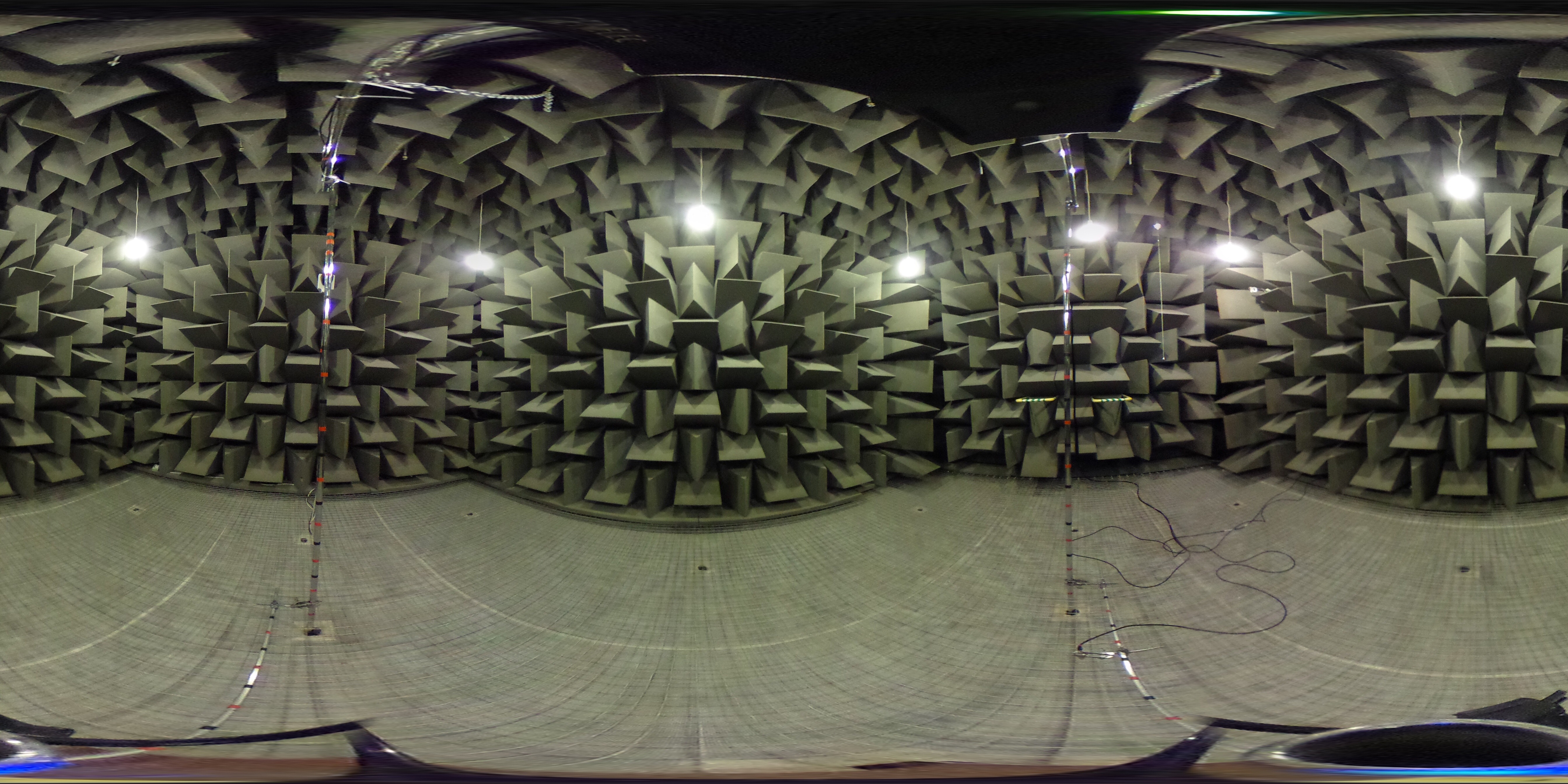
Панорама в 360° безлунної камери

Безлунна камера («така, що не має луни» означає, що не має відбивання, відлуння і повністю не має луни) — приміщення, спеціально побудоване таким чином, щоб повністю поглинати відлуння і відбиття звуку або електромагнітного випромінювання. Такі приміщення також часто ізольовані від зовнішнього випромінення. В такому разі людина або обладнання може безпосередньо сприймати звуки (без реверберації звуків), що створює ефект перебування в нескінченно великій кімнаті.

## Акустичні безлунні камери
Безлунні камери часто використовуються в акустиці аби виконувати експерименти в умовах «вільної місцевості», де під вільною місцевістю розуміють такі, де сигнали не відбиваються назад. Вся звукова енергія буде поширюватися від джерела майже без повернення назад через відбиття. Типовим експериментом, який проводиться в такій камері є вимірювання передавальної функції гучномовця або направленості шумового випромінення від промислового обладнання. Зазвичай, в середині безлунної камери дуже тихо, і типовий рівень шуму становить 10–20 dBA. Станом на 2005, найкраща безлунна камера мала вимірювання шуму в −9.4 dBA. В 2015, безлунна камера в кампусі компанії Microsoft встановила світовий рекорд із вимірюванням в −20.6 dBA. Вухо людини, зазвичай, може сприймати звук більший за 0 dBA, тому людина в такій камері сприйматиме оточення як повну тишу. Цікаво, що деяким людям може не подобатися така тиша і вони можуть дезорієнтуватися.

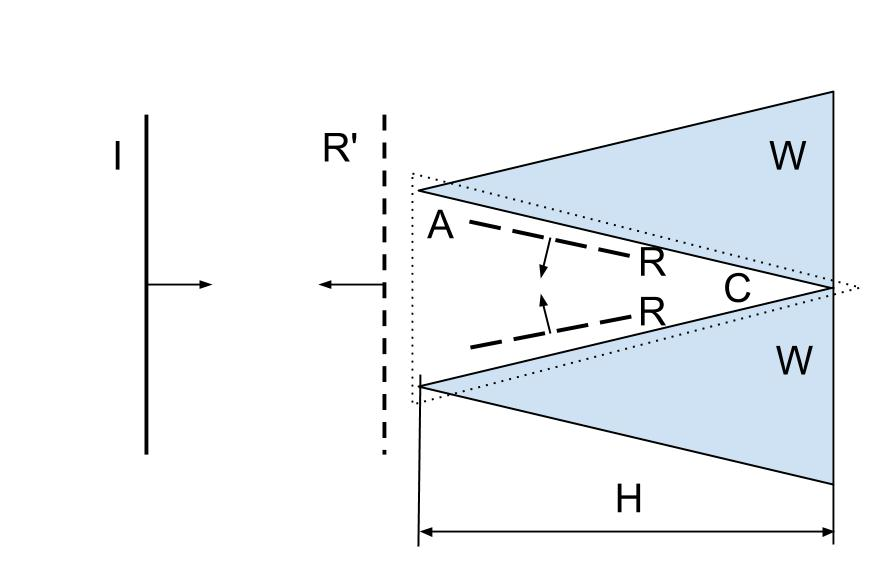
Мінімізація відбиття звукових хвиль від стін безлунної камери.

Механізм, завдяки якому безлунні камери зводять до мінімуму відбиття звукових хвиль від стін є наступним: На відповідному малюнку, падаюча звукова хвиля I має потрапити на стінку безлунної камери. Ця стінка складається із ряду клинів W із висотою H. Після зіткнення з поверхнею, падаюча хвиля I відбивається у вигляді серії хвиль R, які в свою чергу «відстрибують вгору-вниз» у зазорі повітря A (обмеженого пунктирними лініями) між клинами W. Таке відбиття може утворювати (принаймні, тимчасово) ефект стоячої хвилі в A. Під час цього процесу, акустична енергія хвиль R розсіюються внаслідок молекулярних зв'язків повітря, особливо поблизу кута C. Крім того, при використанні спінених матеріалів для покриття клинів, відбувається інший механізм розсіювання під час взаємодії хвилі і стінки. В результаті, складова відбитих хвиль R, що полишають простір A здовж напрямку I (і йдуть назад до джерела звуку), позначається як R', значно зменшено. Навіть якщо це пояснення стосується двох вимірів, воно є репрезентативним і застосованим для справжньої тривимірної структури клинів, що використовуються в безлунних кімнатах.